# 張真晟
張 真晟（チャン・ジンソン、朝鮮語: 장진성、1971年 - ） は、朝鮮労働党統一戦線部の元幹部で脱北詩人。1971年北朝鮮・黄海北道生まれ。地方の特権階級子息として生まれ、平壌音楽舞踊大学を卒業。朝鮮中央放送委員会に記者として勤務。1996年に詩人としての才能が認められ、統一戦線事業部に抜擢され、同時に金日成総合大学を卒業。心理戦を担当する詩人、作家として活動。2004年に脱北。現在韓国に定住。韓国情報機関傘下の国家安保戦略研究所を経て、2011年北朝鮮情報サイト「New Focus」設立。

## 著書
- 『Dear Leader（親愛なる指導者）』Shirley Lee英訳、ランダムハウス、2014年5月[3][4]
- 『金王朝「御用詩人」の告白―わが謀略の日々』西岡力監修・解説/川村亜子 訳、文藝春秋、2013年10月[5]
- 『平壌を飛び出した宮廷詩人』ユン ユンドウ 訳、晩声社、2012年5月[6]
- 『わたしの娘を一〇〇ウォンで売ります』ユン ユンドウ 訳、晩声社、2008年8月